# Рагби 15 репрезентација Пољске
Рагби јунион репрезентација Пољске је рагби јунион тим који представља Пољску у овом екипном спорту.Дрес Пољске рагби репрезентације је беле и црвене боје, а капитен је Камил Бобрик. Највећу победу Пољаци су забележили против Норвешке 1994. када је било 74-0. Рагби јунион репрезентација Пољске налази се у дивизији 1Б Куп европских нација. Французи су донели рагби у Пољску 1921.
== Тренутни састав ==
Грегор Јаниек
Камил Бобрик - капитен
Крег Бачуревски
Мераб Габуниа
Томаш Хебда
Матеуш Бартошек
Томаш Јанковски
Етиене Зик
Томаш Кордзиелевски
Даниел Трибис
Дејвид Банашчек
Дејвид Чартиер
Леандре Билауд
Дејвид Поплавски
Себастијан Лучак
Роберт Павелек
Радослав Раковски
Мариуш Вилчук
Марек Плонка
Томаш Спепиен